# Goupia
Goupia, biljni rod smjesten u vlastitu porodicu Goupiaceae. postoji jedna ili dvije priznate vrste drveća koje rastu na sjever od Gvatemale i Hondurasa na jug do Brazila i Bolivije.
Srednjoamerička vrsta G. guatemalensis, po nekima je sinonim za vrstu G. glabra iz tropske južne Amerike. G. guatemalensis raste samo u Hondurasu i Gvatemali, a G. glabra u Južnoj Americi gdje je dobro poznata Indijancima Palikur koji je nazivaju pasis, Oyampi pasisi, Akawaio, kabiuk i waramai, i kod gvajanskih Arawaka kao kabudalli. Spomenuta plemena koru ovog stabla koriste za ublažavanje zubobolje, a list u liječenju sifilisa.

## Vrste
1. Goupia glabra Aubl.
2. Goupia guatemalensis Lundell